# Temizhbékskaya
Temizhbékskaya (del ruso: Темижбекская) es una stanitsa del raión de Kavkázskaya del krai de Krasnodar. Está situada entre la orilla izquierda del río Chelbas y la orilla derecha del río Kubán, 21 km al este de Kropotkin y 149 km al este de Krasnodar, la capital del krai.  Tenía 5 778 habitantes en 2010.
Es cabeza del municipio Temizhbékskoye.

## Historia
Fue fundada en 1802-1804 por colonos cosacos del Don que formarían parte de la división de cosacos de la Línea del Cáucaso.

## Demografía
| 2002  | 2010  |
| ----- | ----- |
| 6 033 | 5 778 |

### Composición étnica
De los 6 033 habitantes en 2002, el 93.2 % era de etnia rusa, el 2.4 % era de etnia armenia, el 1.5 % era de etnia ucraniana, el 1 % era de etnia gitana, el 0.3 % era de etnia alemana, el 0.3 era de etnia georgiana, el 0.2 % era de etnia bielorrusa, el 0.2 % era de etnia tártara, el 0.1 era de etnia azerí y el 0.1 % era de etnia griega

## Transporte
Cuenta con una estación de ferrocarril en la línea Kropotkin-Stávropol.

## Personalidades
- Nikolái Simoniak (1901-1956), teniente general soviético. Héroe de la Unión Soviética.